# Solanum innoxium
Solanum innoxium är en potatisväxtart som beskrevs av Anthony R. Bean. Solanum innoxium ingår i släktet skattor som ingår i familjen potatisväxter. Inga underarter finns listade i Catalogue of Life.